# ريجنينسيس

قبائل كلت بإنجلترا

'ريجنينسيس أو 'الريغني (بالإنجليزية: The Regni)‏، كانت قبيلة احتلت غرب ساسكس الحديثة، وشرق ساسكس، وجنوب غرب كنت، وشرق ساري، والحواف الشرقية لهامبشاير.

## روابط خارجية
- Regnenses at Roman-Britain.org